# Tsamdzor
Tsamdzor (in armeno Ծամծնր?, in azero Dərəkənd) è una piccolissima comunità rurale del distretto di Xocavənd in Azerbaigian, facente parte fino al 2020 della regione di Hadrowt' nella Repubblica dell'Artsakh, già Repubblica del Nagorno Karabakh, situata in una zona montuosa in posizione molto isolata rispetto alle altre comunità.
Secondo il censimento, nel 2015 contava 47 abitanti.

## Storia
Durante il periodo sovietico, il villaggio faceva parte del distretto di Hadrut dell'Oblast' Autonoma del Nagorno Karabakh. Dopo la Prima guerra del Nagorno Karabakh, il villaggio fu amministrato come parte della regione di Hadrut della Repubblica separatista di Artsakh. Il villaggio passò sotto il controllo dell'Azerbaigian durante la guerra del Nagorno Karabakh del 2020.

## Monnumenti e luoghi d'interesse
I siti del patrimonio storico nel villaggio e nei suoi dintorni includono un cimitero risalente al periodo compreso tra il XVI e il XIX secolo, la chiesa di Surb Astvatsatsin (armeno: Սուրբ Աստվածածին, "Santa Madre di Dio") costruita nel 1696, un ponte risalente al periodo compreso tra il XVII e il XIX secolo e un bacino idrico creato nel XIX secolo.